# Oreanthes ecuadorensis
Oreanthes ecuadorensis är en ljungväxtart som beskrevs av J.L. Luteyn. Oreanthes ecuadorensis ingår i släktet Oreanthes och familjen ljungväxter. Inga underarter finns listade i Catalogue of Life.